# Eupithecia diegata
Eupithecia diegata là một loài bướm đêm trong họ Geometridae.